# Oğuz Çetin
Oğuz Çetin, född 15 februari 1963 i Adapazarı, är en turkisk fotbollstränare och före detta spelare.

## Karriär
Oğuz Çetin startade sin karriär i Sakaryaspor innan han 1988 gick till storklubben Fenerbahçe. Han fick smeknamnet "Kejsaren" och vann Süper Lig med Fenerbahçe säsongerna 1988/1989 samt 1995/1996. Under sommaren 1996 såldes Çetin, som då var lagkapten, tillsammans med den gångna säsongens bästa målskytt Aykut Kocaman till İstanbulspor. Det ledde till att både Fenerbahçes sportchef samt hans assistent avgick i protest.
Oğuz Çetin debuterade i landslaget 21 augusti 1988 i en träningsmatch mot Grekland, en match Turkiet vann med 3-1. Under 10 år i landslaget gjorde Çetin 67 matcher och deltog dessutom i EM 1996 i England.

## Meriter
Fenerbahçe
- Süper Lig: 1989, 1996
- Turkiska Supercupen: 1990